# Hator
Hator (em egípcio: ḥwt-ḥr) foi uma das principais divindades na religião do Antigo Egito que desempenha uma variedade de papéis diferentes. Como deusa do céu era a mãe ou consorte do deus do céu Hórus e do deus do sol Rá, ambos os quais eram conectados com a realeza, assim ela era a mãe simbólica de seus representantes terrenos, os faraós. Era uma de várias divindades que atuavam como o Olho de Rá, a contraparte feminina do deus, possuindo um aspecto vingativo sob essa forma que protegia Rá de seus inimigos. Seu lado benevolente representava música, dança, alegria, amor, sexualidade e cuidado maternal, também tendo agido como consorte de várias divindades e mãe de seus filhos. Estes aspectos de Hator exemplificavam a concepção egípcia da feminilidade. Ela também cruzava as fronteiras entre mundos e ajudava as almas mortas a passarem para o pós-vida.
Hator era frequentemente representada como uma vaca, simbolizando seu aspecto maternal e celestial, porém sua forma mais comum era de  uma mulher usando um adereço de cabeça formado por chifres de vaca e um disco solar. Também podia ser representada como leoa, cobra ou uma árvore de plátano. Deusas de gado similares a Hator foram representadas na arte egípcia durante o Período Dinástico Precoce, porém ela só foi aparecer no Reino Antigo. Ela se tornou uma das mais importantes divindades do Antigo Egito a partir do padronado dos governantes do Reino Antigo. Tinha mais templos dedicados ao seu culto do que qualquer outra deusa, com o principal ficando em Dendera no Alto Egito. Também era venerada nos templos de seus consortes. Os egípcios a conectavam com terras estrangeiras como a Núbia e Canaã e suas valiosas mercadorias, com algumas pessoas dessas áreas adotando sua veneração. No Egito era uma das divindades comumente invocadas em orações particulares e ofertas votivas.
Deusas como Mut e Ísis invadiram a posição de Hator na ideologia real durante o Reino Novo, porém ela continuou como uma das divindades mais amplamente cultuadas. Hator foi cada vez mais sobrepujada por Ísis a partir do Terceiro Período Intermediário, principalmente durante o Reino Ptolemaico, quando os novos governantes greco-romanos conectaram suas próprias divindades com as egípcias a fim de solidificar seu poder, combinando os traços de Hator e Afrodite em Ísis para o tratamento de suas rainhas. Hator ainda assim continuou a ser venerada em alguns locais até a extinção da religião egípcia em meados do século IV.

## Origens

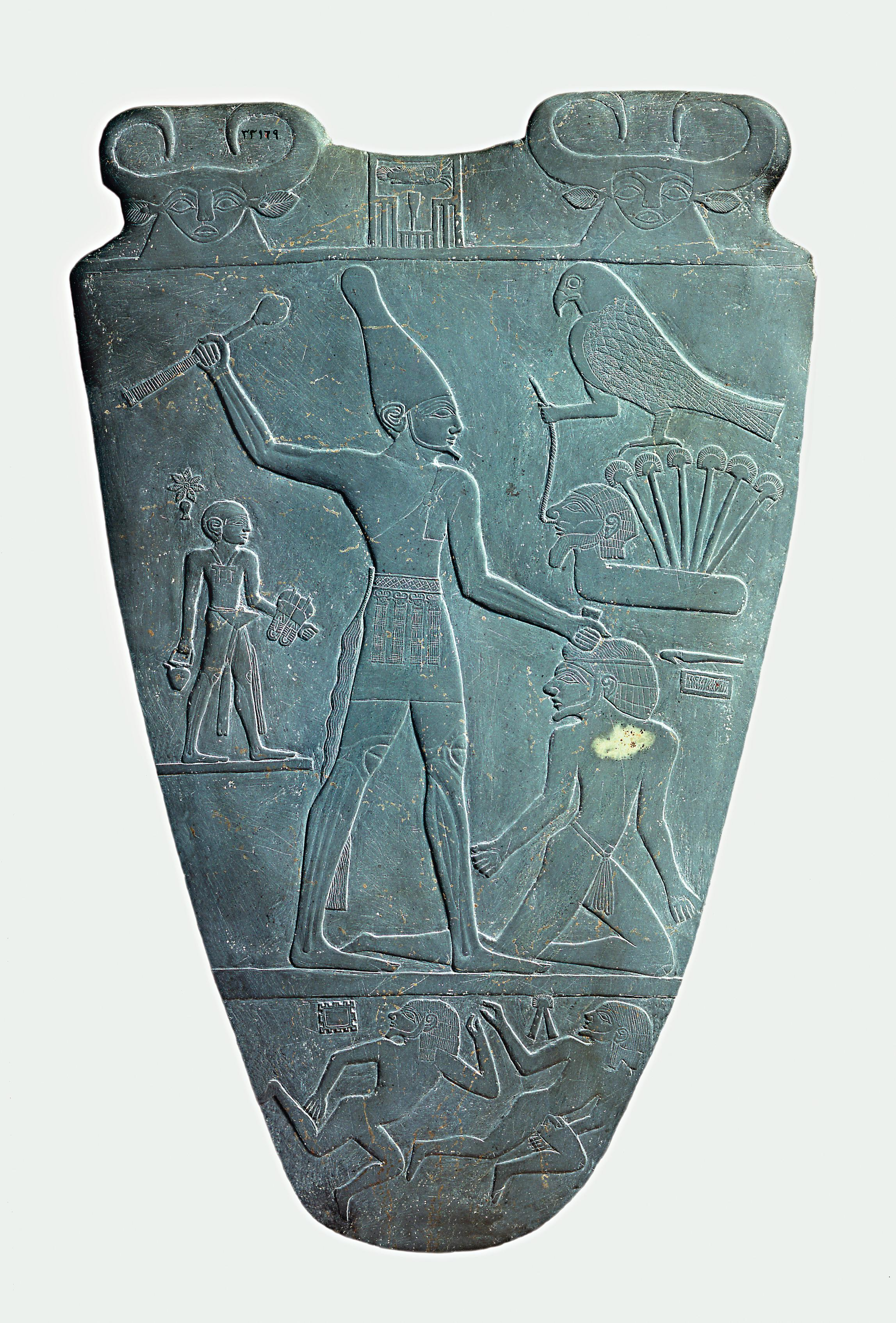
A Paleta de Narmer, c. século XXXI. O rosto de uma mulher com chifres e orelhas de vaca, representando Hator ou Bate, aparece duas vezes no topo e no sinto usado pelo faraó

Imagens de gado apareciam frequentemente na arte do Período Pré-Dinástico (antes de c. 3 100 a.C.), assim como imagens de mulheres com braços curvados e para cima semelhantes ao formato dos chifres bovinos. Ambas podem representar deusas conectadas com o gado. Vacas eram veneradas em muitas culturas, incluindo no Egito, como símbolos de maternidade e nutrição, pois cuidavam de seus bezerros e supriam os humanos com leite. A Paleta de Gerzé, uma paleta de pedra do período Nacada II (c. 3500–3200 a.C.), mostra a silhueta de uma cabeça de vaca com chifres curvados para dentro e cercados por estrelas. Ela sugere que a vaca era relacionada com o céu, assim como várias deusas de períodos posteriores que foram representadas dessa maneira: Hator, Meete-Uerete e Nut.
Hator, apesar desses precedentes, só foi ser mencionada ou representada inequivocamente na Quarta Dinastia (c. 2613–2494 a.C.) do Reino Antigo (c. 2686–2160 a.C.), porém vários artefatos que se referem a ela podem na verdade datar do Período Dinástico Precoce (c. 3100–2686 a.C.). Seus chifres de vaca se curvam para fora, diferentemente de para dentro como aqueles que eram representados no Período Pré-Dinástico, quando Hator claramente aparece. Uma divindade bovina com chifres curvados para dentro aparece na Paleta de Narmer no início do Período Dinástico Precoce, tanto em cima da paleta quanto no cinto usado pela faraó Narmer. O egiptólogo Henry George Fischer sugeriu que essa divindade pode ser Bate, uma deusa que foi depois representada com rosto de mulher e uma antena curvada para dentro, aparentemente refletindo a curvatura dos chifres de vaca. Por outro lado, a egiptóloga Lana Troy identificou uma passagem dos Textos das Pirâmides do fim do Reino Antigo que conecta Hator com as vestes do faraó, reminiscente da deusa no cinto de Narmer, sugerindo então que a divindade representada na Paleta de Narmer é Hator e não Bate.
Hator rapidamente cresceu em proeminência durante a Quarta Dinastia. Ela suplantou um antigo deus crocodilo que era venerado em Dendera no Alto Egito para tornar-se a divindade padroeira da cidade, também rapidamente absorvendo o culto de Bate na região vizinha de Hu, assim as duas deusas se fundiram em uma na época do Reino Médio (c. 2055–1650 a.C.). A teologia ao redor do faraó no Reino Antigo, diferentemente de períodos anteriores, focava-se muito no deus do sol Rá como o rei dos deuses e o padroeiro do rei terreno. Hator ascendeu junto com Rá e tornou-se sua esposa mitológica, assim também a mãe divina do faraó.

## Papéis
Hator assumiu muitas formas e apareceu em uma variedade de papéis. O egiptólogo Robyn Gillam sugeriu que essas formas diversas surgiram quando a deusa real, padronada pela corte do Reino Antigo, absorveu muitas deusas locais que eram veneradas pela população comum, que foram então tratadas como suas manifestações. Textos egípcios muitas vezes falavam das manifestações da deusa como "Sete Hatores", ou, menos comum, de muito mais Hatores, chegando até a 362. Sua diversidade refletia as diversas características que os egípcios associavam com o divino. Mais do que qualquer outra divindade, ela exemplificava a percepção egípcia da feminilidade.

### Deusa do céu
Hator recebeu os epítetos "senhora do céu" e "senhora das estrelas", dizendo-se que habitava no céu junto com Rá e outros deuses solares. Os egípcios enxergavam o céu como um corpo de água através do qual o sol navegava, ligando-o com as águas a partir das quais o sol emergiu no início dos tempos, de acordo com seus mitos de criação. A deusa mãe cósmica era frequentemente representada como uma vaca. Achava-se que tanto Hator quanto Mehet-Weret eram a vaca que deu à luz o deus do sol e que o colocou entre seus chifres. Dizia-se que Hator, assim como outras divindades celestiais, dava luz ao deus do sol toda alvorada.
Seu nome egípcio era ḥwt-ḥrw ou ḥwt-ḥr, normalmente traduzido como "morada de Hórus", mas também pode ser "minha morada no céu". O deus Hórus representava, entre outras coisas, o sol e o céu. A "morada" pode se referir ao céu em que Hórus vivia, ou o útero da deusa da onde ele, como um deus solar, nascia todos os dias.

### Deusa solar
Hator também era uma deusa solar, atuando como uma contraparte feminina para os deuses solares Hórus e Rá, sendo um membro do séquito divino que acompanhava Rá enquanto ele navegava pelo céu em sua barca. Ela era comumente chamada de "A Dourada", fazendo referência ao brilho do sol, com textos de seu templo em Dendera dizendo que "seus raios iluminam toda a terra". Hator muitas vezes se fundia com a deusa Nebetetepete, cujo nome pode significar "Senhora da Oferenda", "Senhora do Contentamento" ou "Senhora da Vulva". Em Heliópolis, o principal centro de culto a Rá, Hator-Nebetetepete era venerada como sua consorte. Rudolf Anthes argumentou que o nome de Hator fazia referência a uma mítica "morada de Hórus" em Heliópolis que estava ligada com a ideologia da realeza.
Ela era uma de muitas deusas que que acabavam assumindo o papel de Olho de Rá, a personificação feminina do disco do sol e, por sua vez, uma extensão do poder do próprio Rá. Ele era algumas vezes representado dentro do disco, que Troy interpretou como significando que os egípcios achavam que deusa do Olho era o ventre da onde o deus solar nasceu. Os papéis aparentemente contraditórios de Hator como mãe, consorte e filha de Rá refletiam o ciclo diário do sol. Ao pôr do sol o deus entrava no corpo da deusa, engravidando-a e sendo o pai das divindades que nasciam de seu útero ao nascer do sol: ele mesmo e a deusa do Olho, que depois daria luz a ele. Rá deu origem a sua filha, a deusa do Olho, que por sua vez deu origem a ele, seu filho, em um ciclo de regeneração constante.
O Olho de Rá protegia o deus solar de seus inimigos e era frequentemente representado como um ureu, uma cobra ou uma leoa. Dizia-se que a forma do Olho conhecida como "Hator das Quatro Faces", representada por um conjunto de quatro cobras, ficava de frente para um dos pontos cardeais para vigiar ameaças contra o deus solar. Um grupo de mitos conhecidos a partir do Reino Novo (c. 1550–1070 a.C.) descreviam o que acontecia quando a deusa do Olho ficava descontrolada. No texto funerário chamado de Livro da Vaca Celestial, Rá envia Hator como o Olho a fim de punir humanos que estava tramando contra o seu domínio. Ela se transforma na deusa leoa Sacmis e massacra os revoltosos, porém Rá impede que ela extermine toda a humanidade. Ele ordena que cerveja seja tingida de vermelho e derramada pela terra. A deusa do Olho bebe, achando que era sangue, ficando em um estado inebriado que lhe permite retornar para a forma linda e benigna de Hator. Relacionado com essa história está o mito da Deusa Distante, que data da Época Baixa (c. 664–332 a.C.) e do Reino Ptolemaico (305–30 a.C.). A deusa do Olho, algumas vezes na forma de Hator, revoltou-se contra o controle de Rá e vagou livremente para uma terra estrangeira: Líbia ao oeste ou Núbia ao sul. Rá, enfraquecido pela perda de seu Olho, enviou outro deus como Tote para fazer com que a deusa retornasse para sua forma benigna. Ela voltou a ser a consorte do deus solar ou do deus enviado atrás dela assim que é pacificada. Esses dois aspectos da deusa do Olho, violenta e perigosa contra linda e alegre, refletiam a crença egípcia que as mulheres "englobavam ambas as paixões extremas de fúria e amor".

### Música, dança e alegria
Hator passou a ser associada ao menat, o colar musical turquesa que frequentemente era usado pelas mulheres. Um hino a Hator diz:
Tu és a Senhora do Júbilo, a Rainha da Dança, a Senhora da Música, a Rainha da Harpa, a Senhora da Dança Coral, a Rainha dos Louros, a Senhora da Embriaguez Sem Fim.
Essencialmente, Hator havia se tornado uma deusa da alegria e, como tal, era amada profundamente pela população em geral e reverenciada especialmente pelas mulheres, que aspiravam personificar seu papel multifacetado de mãe, esposa e amante. Nesta condição, ela conquistou os títulos de Senhora da Casa do Júbilo e Aquela que Preenche o Santuário com Alegria. O culto a Hator era tão popular que diversos festivais eram dedicados à sua honra - mais do que qualquer outra divindade egípcia - e mais crianças recebiam o seu nome do que qualquer outra divindade. Até mesmo o sacerdócio de Hator era incomum, na medida em que tanto homens quanto mulheres podiam se tornar seus sacerdotes.

### Pós-vida
A identidade de Hator como uma vaca, talvez ilustrada como tal na Paleta de Narmer, significava que ela passou a ser identificada com outra deusa-vaca antiga da fertilidade, Bate. Os egiptólogos, no entanto, ainda não sabem responder o porquê de Bate ter sobrevivido como uma deusa independente por tanto tempo; ela estava, de certa maneira, ligada ao Ba, um aspecto da alma, e assim Hator acabou ganhando uma ligação com a vida após a morte. Dizia-se que, com seu caráter maternal, Hator recebia as almas dos mortos no Duat, e lhes fornecia comida e bebida. Também era descrita às vezes como senhora da necrópole. A assimilação de Bate, que estava associada ao sistro, um instrumento musical, também lhe trouxe uma associação com a música. Nesta forma posterior, o culto a Hator passou a ser centrado em Dendera, no Alto Egito, onde era conduzido por sacerdotisas e sacerdotes que também eram dançarinos, cantores e artistas.

## Veneração

### Templos

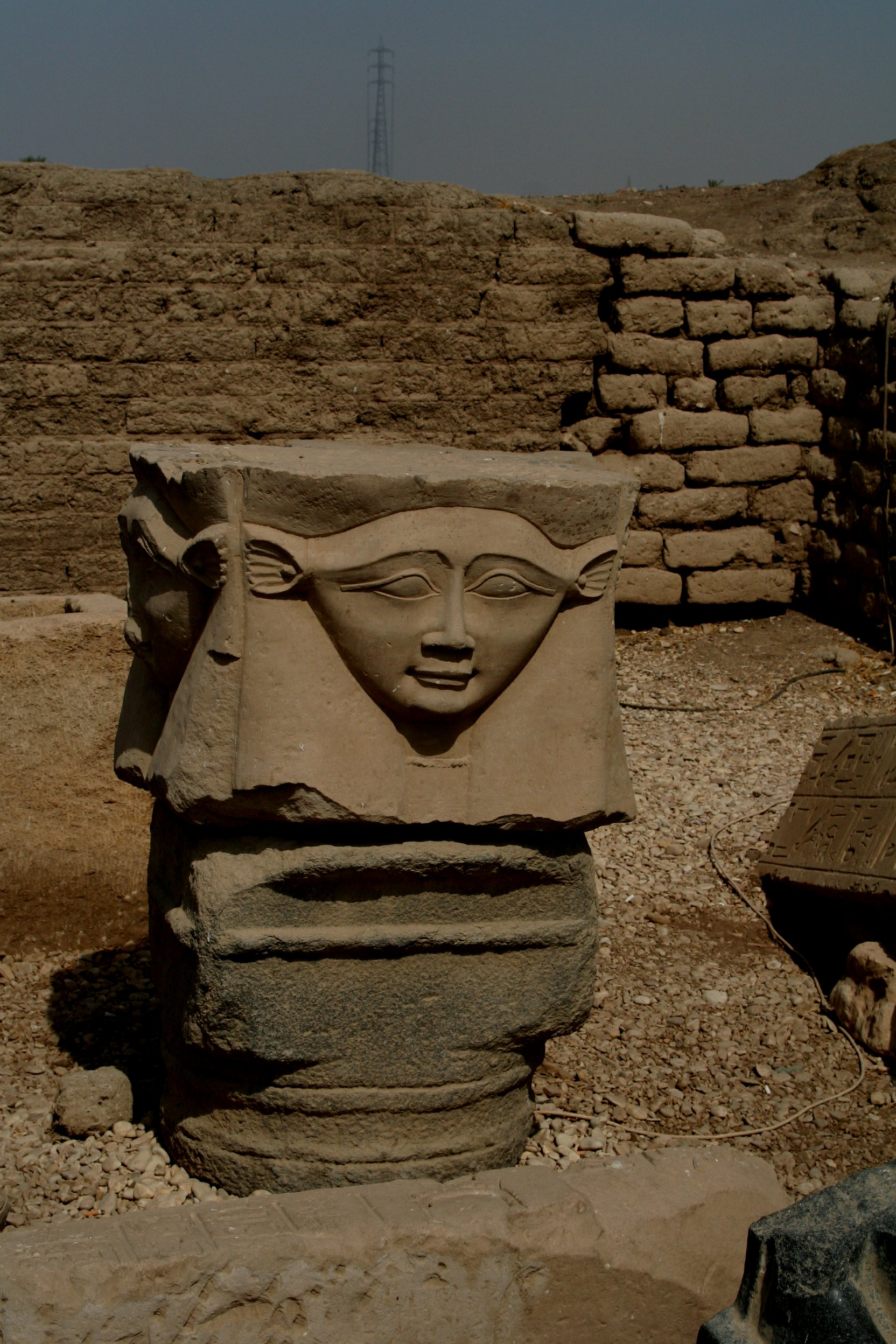
Templo de Dendera, mostrando Hator nos capiteis de uma coluna

Como o culto a Hator se desenvolveu a partir dos cultos pré-históricos de adoração à vaca, não é possível se afirmar de maneira conclusiva onde sua veneração ocorreu pela primeira vez. Dendera, no Alto Egito, era um sítio arcaico importante onde ela era cultuada como "Senhora de Dendera". Do Reino Antigo em diante ela passou a ser cultuada em Meir e Cusas, com a região de Giza-Sacará sendo o seu principal centro de devoção. No início do primeiro período intermediário Dendera parece ter se tornado o principal sítio de seu culto, onde ela era considerada mãe e consorte de "Hórus de Edfu". Deir Elbari, na margem ocidental do Nilo, em Tebas, também era um sítio importante de veneração a Hator, desenvolvido a partir de um culto preexistente à vaca.
Templos (e capelas) dedicadas a Hator):
- Templo de Hator e Maat, em Deir Almedina, margem ocidental, Luxor;
- Templo de Hator na ilha de Filas, Assuã;
- Capela de Hator no Templo Mortuário de Hatexepsute. Margem ocidental, Luxor.

### Fora do Egito
Hator foi venerada em Canaã no século XI a.C., que à época era governada pelo Egito, na cidade sagrada de Hazor, ou Tel Hazor, que segundo o Antigo Testamento teria sido destruída por Josué (Livro de Josué, 11:13, 21).
Um dos principais templos de Hator foi construído por Seti II nas minas de cobre de Timna, na Seir edomita. Serabit el-Khadim (em árabe: سرابت الخادم, Serabit al-Khadim ou Serabit el-Khadem) é um local no sudoeste na península do Sinai, onde havia extensa mineração de turquesa durante a Antiguidade. As escavações arqueológicas, realizadas inicialmente por Sir Flinders Petrie, revelaram os antigos campos de mineração e um Templo de Hator que teria existido ali por muito tempo. Os gregos, que se tornaram soberanos do Egito por trezentos anos, antes da dominação romana em 31 a.C., também cultuaram Hator e a associavam com sua própria deusa do amor e beleza, Afrodite (como os romanos fizeram com Vênus).